# Archiulus albosignatus
Archiulus albosignatus är en mångfotingart som beskrevs av Henri W. Brölemann 1931. Archiulus albosignatus ingår i släktet Archiulus och familjen kejsardubbelfotingar. Inga underarter finns listade i Catalogue of Life.